# 王子が岳
王子が岳（おうじがたけ、おうじがだけ）は、岡山県南部、児島半島の玉野市と倉敷市児島の境に位置する山稜。最高峰は標高233.9mの新割山（しんわりやま）。

## 概要

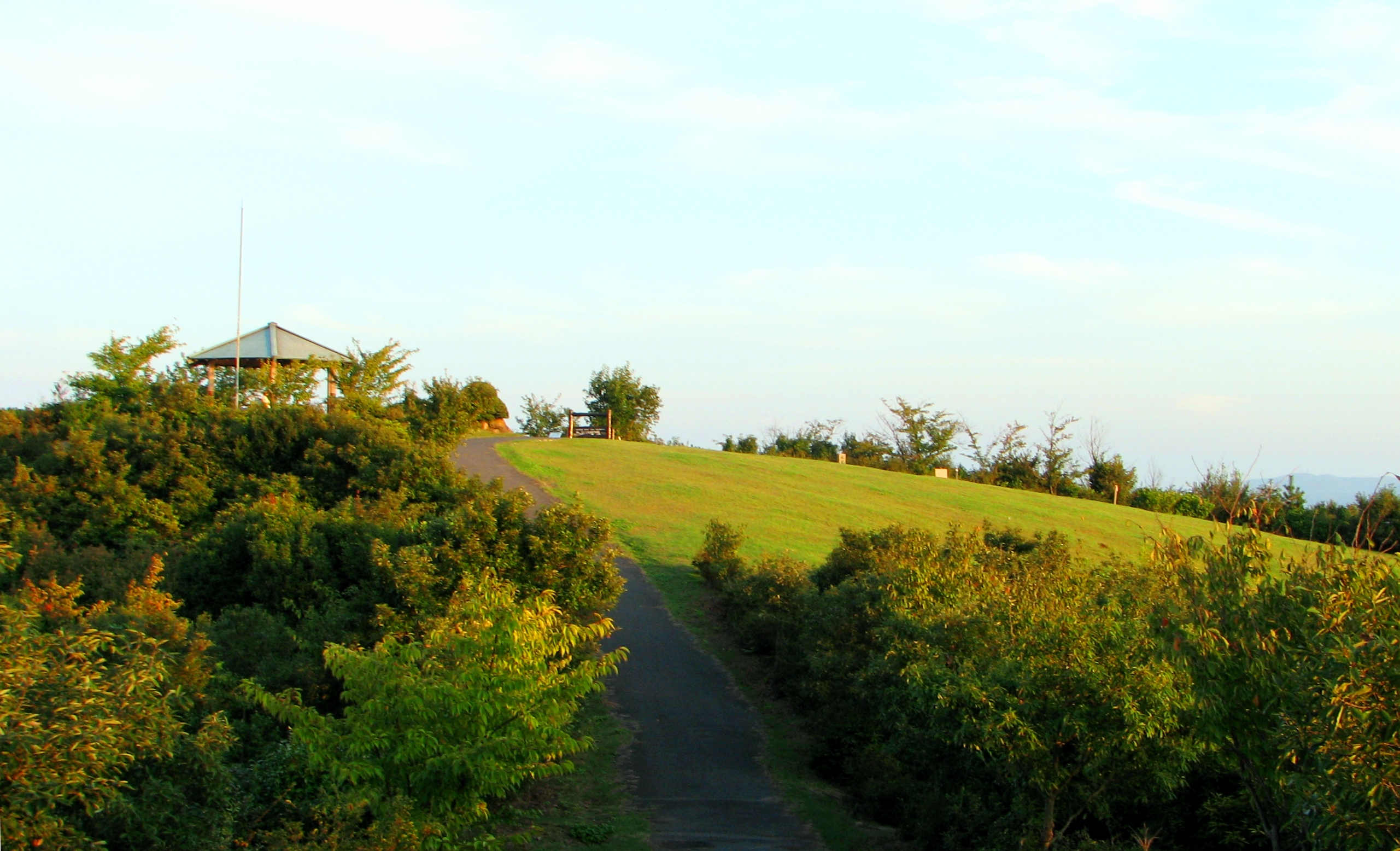
新割山の山頂

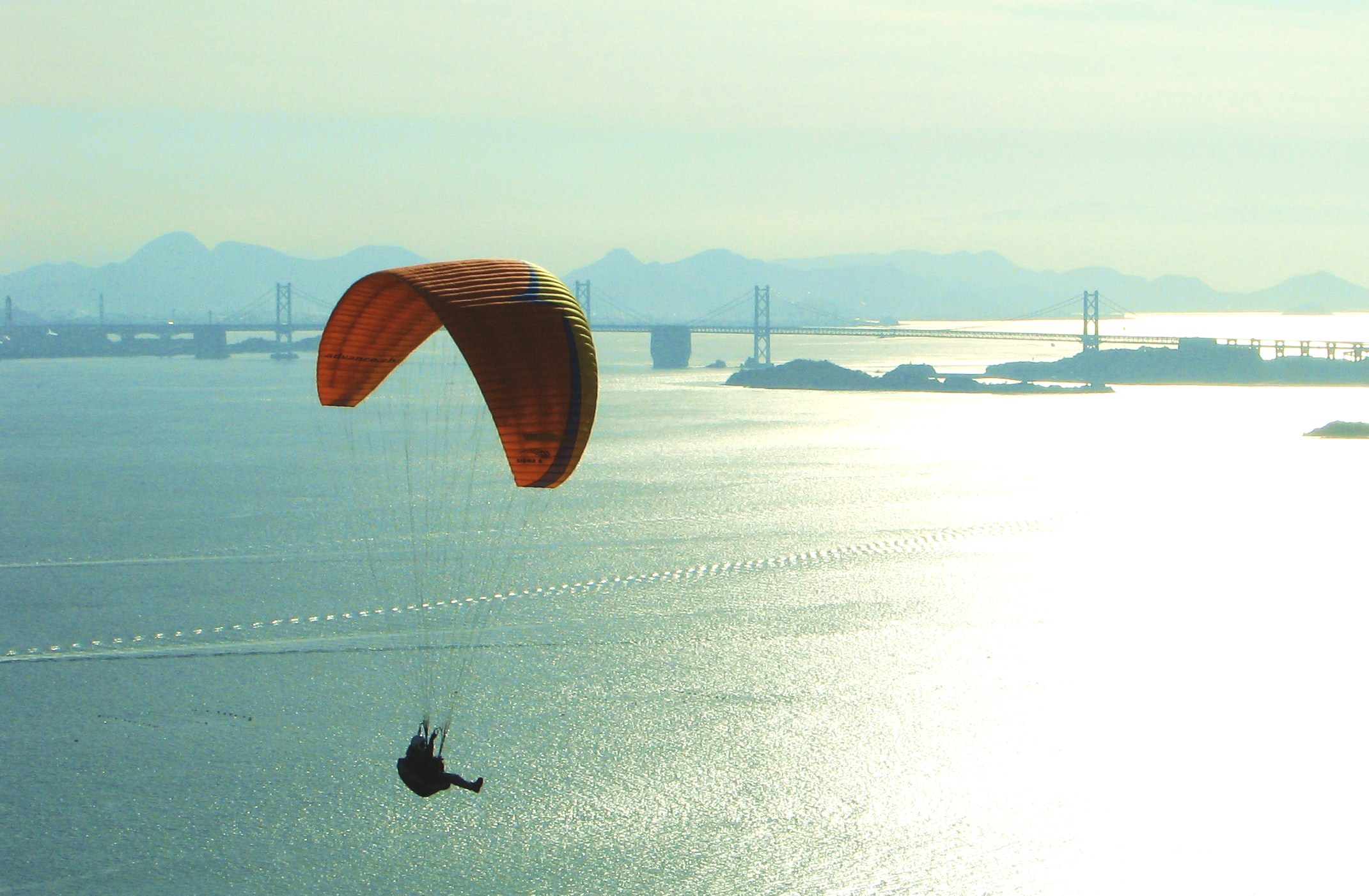
王子が岳から観た瀬戸大橋

海岸から切り立った巨石や奇石が並び立つ山で、瀬戸内海国立公園に含まれており、おかやまの自然百選にも選ばれている。瀬戸大橋をはじめ、四国の山々も見渡せ、初日の出スポットとしても知られる。
山名は、かつて同地に百済の王女が生んだ8人の王子が住んでいたという伝承に由来する。 

## 登山
登山口は渋川港のちかくにあり、登山口の東側には岡山県でも最大クラスの海水浴場が広がり、西側にも白い砂浜が続いている。登山道は１本で急登もほどなく稜線となる。
もう一箇所は王子マリンパークの奥にあり、瀬戸内海の景色を見ながらの登山となる。少し勾配が急なのである程度の準備はあったほうが良い。

## 施設・設備
- 王子が岳パークセンター
- 展望台
- 野外ステージ
- 遊歩道（「おじさん岩」「にこにこ岩」「ひつじ岩」などの間を巡る。）[4]
- パラグライダーの発着場
- 王子が岳レストハウス（屋上展望台）

## 見所
- サクラやツツジ
- 王子が岳奇岩群（花崗岩）
- 王子が岳の夕日（定期的に夕日を見るイベントが開催される）
- 揺らぎ岩（動石）

## アクセス
- JR岡山駅から両備バス・玉野渋川特急線で70分／渋川下車後、車で10分、または徒歩で60分
- 瀬戸中央自動車道の児島ICから国道430号経由で車で20分

## 駐車場
- 3か所、計200台無料

## 周辺
- 王子アルカディアリゾートホテル - 未完成建築物。
- 渋川海岸 - 東南東に約2キロメートル。